# Omloop van het Houtland 1997
L'Omloop van het Houtland 1997, cinquantatreesima edizione della corsa, si svolse il 2 ottobre 1997 su un percorso di 162 km, con partenza e arrivo a Lichtervelde. Fu vinto dal belga Robbie Vandaele della Ipso-Euroclean davanti all'olandese John Talen e al belga Jurgen Vermeersch.

## Ordine d'arrivo (Top 10)
| Pos. | Corridore                         | Squadra                | Tempo    |
| ---- | --------------------------------- | ---------------------- | -------- |
| 1    | Robbie Vandaele                   | Ipso-Euroclean         | 3h56'00" |
| 2    | John Talen                        | Foreldorado-Golff      |          |
| 3    | Jurgen Vermeersch                 | Collstrop-Zeno Project |          |
| 4    | Wim Vansevenant                   | Vlaanderen 2002        |          |
| 5    | Rik Van Slycke                    | RDM-Asfra-Sitra        |          |
| 6    | Andy De Smet                      | Ipso-Euroclean         |          |
| 7    | Tim Lenaers                       | Collstrop-Total        |          |
| 8    | Freddy Excelino Gonzalez Martinez |                        |          |
| 9    | Chris Pollin                      |                        |          |
| 10   | Ronny Assez                       | RDM-Asfra-Sitra        |          |